# Няня (блюдо)
Возьми баранью голову с ножками, налей немного водою, упарь в горшке; потом с костей мясо сними; и положа в кадку изруби с луком и перцом; прибавь немного гречневых круп; и посоля всё оное смешай. Начини тем бараней сычуг, и зашивши поставь в печь в покрытом горшке.
Ня́ня — древнее и ныне забытое русское народное блюдо из бараньих субпродуктов. Представляет собой бараний сычуг, начинённый бараньими же мозгами и мясом, снятым с головы и ножек, смешанными с гречневой кашей. Похожие на няню блюда — чеченский баарш, калмыцкий кюр и шотландский хаггис.
Согласно старинным рецептам, баранью голову и ножки сначала отваривали, на полученном бульоне варили крутую кашу. Мелко нарубленные отваренные мозги и мясо с головы и ножек вместе с луком и кашей, заправленной топлёным молоком, набивали в хорошо вымытый бараний сычуг, который зашивали. Няню в корчаге ставили упревать на несколько часов в русской печи.
По утверждению В. В. Похлёбкина, няня была известна ещё в Киевской Руси, изначально выполняла у славян-язычников ритуальные функции и с крещением Руси попала под запрет. В России крестьяне ели мало мяса, им от забитой в поместье туши обычно доставались только требуха и малоценное мясо с головы и ножек, поэтому с отменой крепостного права в середине XIX века няня исчезла из культуры питания вместе с другими блюдами из субпродуктов — перепечей и сальником.
В «Мёртвых душах» Собакевич нахваливает Чичикову поданные на обед щи и няню и отваливает себе её огромный кусок. Н. В. Гоголь поясняет, что это известное блюдо, которое «подаётся к щам и состоит из бараньего желудка, начинённого гречневой кашей, мозгом и ножками». В «Пошехонской старине» М. Е. Салтыкова-Щедрина Никанор Затрапезный вспоминает, как в гостях у тётеньки Раисы Порфирьевны ему так понравилась поданная на обед няня, что он два раза накладывал её на тарелку.